# Clovn

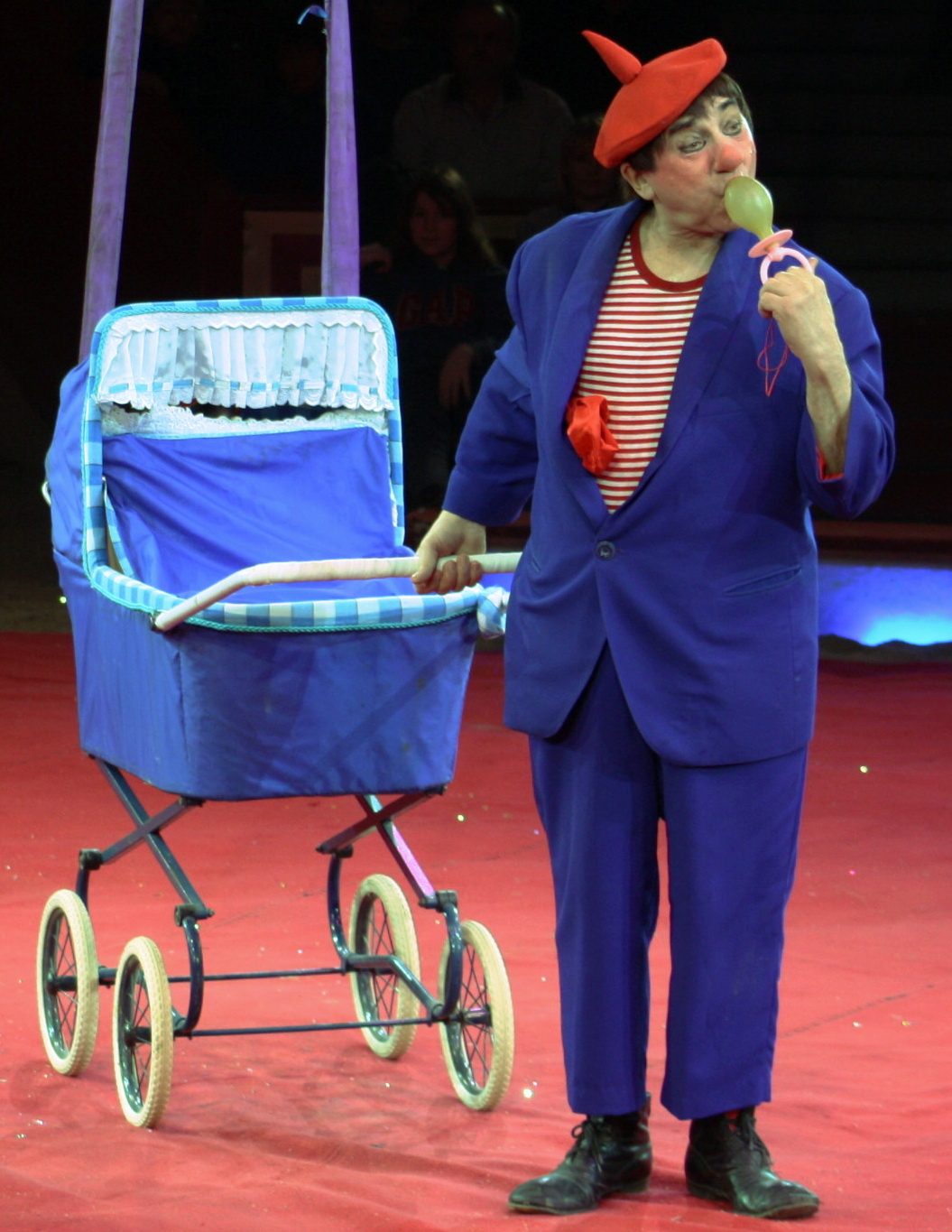
Bufon

Clovnul era, la origine, un personaj comic, îmbrăcat în haine grotești, care era ținut la curțile medievale să distreze un suveran sau un senior feudal, cu glume, gesturi, strâmbături, denumit și măscărici, paiață, nebun. În Evul Mediu nebunul regelui era autorizat sa spună adevărul, luându-l în râs, fiind singurul care avea dreptul să spună tot ce un om normal nu-i putea spune regelui, fără grave consecințe punitive.
În prezent, bufonul este un actor îmbrăcat caraghios, care interpretează roluri de un comic exagerat, pentru a amuza publicul spectator, om care stârnește râsul cu glumele, faptele sau strâmbăturile sale. Clovn, artist comic de circ.

## Profesie
Clovnul este una dintre cele mai democratice și, în același timp, cele mai complexe și universale specializări ale actorului. Istoria nu cunoaște exemple de dezvoltare a genului de clovni de artiști tragici; cu toate acestea, exemplele inverse nu sunt atât de rare. Mulți clovni (inclusiv cei de circ) au obținut un succes semnificativ în rolurile cinematografice și teatrale ale repertoriului tragic (Y. Nikulin, L. Engibarov, V. Polunin).